# Ivan Hariš
Ivan Hariš-Gromovnik (ratno ime Ilija Gromovnik) (1903. – 1989.) komunistički aktivist, partizan prvoborac, pisac, hrvatski generalmajor JNA. Bio je poznat po nizu uspješnih diverzantskih akcija u drugom svjetskom ratu. 

## Životopis
Rođen je 17. studenog 1903. u Slapnu, kod Ozlja. Zajedno s još jedanaestero braće odrastao je u seljačkoj obitelji. Osnovnu školu završio je u Malom Erjavcu, gdje je pohađao školu za stolarski zanat. Nakon završetka škole se zaposlio u Karlovcu gdje je započeo rad u revolucionarnom radničkom pokretu. Sudjelovao je u štrajku karlovačkih radnika, zbog čega je 1922. uhićen i zatvoren u Karlovcu. Poslije izlaska iz zatvora, zaposlio se u Zagrebu, gdje je nastavio revolucionarnu djelatnost.
Nakon odsluženja vojne obveze, na poziv svog brata, odlazi u Kanadu. U Kanadi se povezuje s radnicima sklonim revolucionarnom djelovanju, međutim uskoro biva otkriven te 1929. zbog svoje aktivnosti je protjeran u Meksiko. U Vera Cruzu je u svibnju iste godine, postao član Socijalističke partije. Godine 1931. je boravio u Panami i tu se posebno istaknuo u sindikalnom radu. Kao povjerenik sindikata u tvornici namještaja, sudjelovao je u prosvjedima radnika, zbog čega ga je panamska policija protjerala iz te zemlje. Zatim odlazi u Kolumbiju gdje ponovno nastavlja borbu za prava radnika. 1932. sudjeluje u velikim radničkim prosvjedima u Porto Carteheni, pod izrekom : "Hoćemo rada! Hoćemo kruha!". Zbog svojih aktivnosti bio je ponovno protjeran nakon čega odlazi u Ekvador. U gradu Quito se povezuje sa socijalističkom partijom naziva "Porobljeni narodi Južne Amerike, ujedinite se !", koju je vodio Domingo Romero Teran. U proljeće 1933., sudjeluje u topničkim formacijama u trinaestodnevnoj radničkoj revoluciji, koja završava porazom, pa bježi na Oriente, gdje kratko vrijeme radi kao ispirač zlata na rijeci Napo.
Godine 1934., preko Perua i Čilea odlazi u Argentinu, gdje je radio na izgradnji drvenih mostova u nacionalnom parku u San Carlo de Bariloce. Tamo se upoznao s mnogim borcima za radnička prava i programom Komunističke partije, čiji član postaje iste godine. Bio je aktivan i u radu internacionalne sindikalne organizacije i član "Crvene pomoći". Krajem 1936. odlazi, kao dobrovoljac, u Španjolsku i sudjeluje u građanskom ratu, na strani republikanaca. U revolucionarnoj španjolskoj vojsci je bio diverzant, a poslije završenog tečaja i instruktor diverzantskih jedinica. Godine 1938. postaje savjetnik 133. diverzantske brigade na Estramaduri, a zatim, do završetka rata, prevoditelj u ruskom veleposlanstvu u Valenciji. Poslije neuspjeha Španjolske revolucije bio je zatočen u koncentracijskim logorima u Francuskom Ardelesu i Girsu.

### Djelovanje u 2. svjetskom ratu
U ožujku 1941. uspijeva pobjeći iz logora, i na poziv KPJ, odlazi u Jugoslaviju. Iz Lyona prvo odlazi u Njemačku, gde se uz pomoć švedskog konzula zapošljava u tvornici aluminija "AKEN" na Elbi. Kao odličan radnik, u spomenutoj tvornici aluminija je dobio 21 dan odmora, međutim po zadatku Partije nastavlja put u Jugoslaviju. Krajem lipnja dolazi u Zagreb gdje se, na Tratinskoj cesti, u stanu Štefice Štrok-Crnojević, nalazi sa svojim ratnim kolegama iz Španjolske. Iz Zagreba ga Centralni komitet KPH upućuje u Karlovac kod Josipa Kraša i Ivana Marinkovića. Godine 1941. Okružni komitet KPH za Karlovac ga šalje u Zadobarsku šumu, blizu Karlovca, gde se je nalazila grupa karlovačkih komunista. Kao iskusan diverzant, traži da ga pošalje u kraj gdje će imati veću mogućnost za izvođenje diverzantskih akcija. Sredinom kolovoza odlazi u Drežnicu, zatim u Hrvatsko primorje i Gorski kotar, gdje koristeći iskustvo iz Španjolskog građanskog rata uglavnom sam izvodi prve diverzije. Već 9. rujna kod mjesta Liča je u eksploziji pruge uništena prva talijanska lokomotiva. U toj akciji je bilo zaplijenjeno 17 sanduka s 25 kilograma eksploziva. Svega deset dana kasnije uništio je kod Sungerskog tunela vlak za prijevoz talijanskih vojnika.
Šef i organizator diverzantske sekcije, a zatim i zapovjednik grupe diverzantskih odreda Glavnog štaba NOV i PO Hrvatske Ivan Hariš, je neumorno radio na prikupljanju eksploziva, odabrao borce iz različitih partizanskih formacija i podučavao ih izvođenju diverzija. Prebacivao se je u različite dijelove Hrvatske i BiH, iznenađujući neprijatelja i nanoseći mu velike gubitke u ljudstvu i materijalnim resursima. Na pruzi Karlovac-Caprag, na rijeci Maji, kod Gline, srušio je, 26. veljače, željeznički most, tako da sve do kraja rata ista pruga nije radila. Ubrzo izvodi još jednu od akcija na pruzi Banja Luka-Sunja i Bihać-Sunja. Zatim sa svojim diverzantima ruši Volenjski vijadukt. Svoje diverzantske akcije izvodio je širom Hrvatske, u Posavini, Lici, Slavoniji, BiH i nizu drugih područja.
Zahvaljujući njegovom iskustvu, stvarane su pokretne diverzantske grupe, odredi i satnije. Jedinice su rušile pruge, mostove, željezničke postaje, tunele, skladišta oružja, uništavale vlakove i vagone, kamione, zrakoplove u zračnim lukama. Na vojnoj zračnoj luci Kurilovec, Hariš je sa svojim diverzantima, 19. srpnja 1944. uništio 800.000 kilograma avionskih bombi, 3 zrakoplova. Pritom je u borbi ubijeno i ranjeno 300 pripadnika SS-a. Iznimno značajnu akciju je izveo 15. kolovoza 1942. na pruzi Novoselec-Križ, kod mosta na rijeci Česmi. Na minu koju je postavio naišao je,  iz Dyona, "Orijent simplon". Uništen je 21 vagon s 376 njemačkih vojnika i časnika, koji su bili upućeni na Istočni front. U istom vagonu poginuo je i bugarski vojni izaslanik koji se vraćao s pregovora s Antom Pavelićem.
Harišove diverzantske akcije djelovale su iznenađujuće munjevito, zbog čega je prozvan i kasnije ostao poznat kao "Ilija Gromovnik". Njegovi diverzanti su u vojnoj zrakoplovnoj bazi na Borongaju u Zagrebu uništili, 28. prosinca 1944. godine, pet zrakoplova, četiri prateća lovca "Dornier" i "Junkers 52". U sklopu NOR-a oštećeno je i uništeno diverzantskim minama oko 1.470 vagona i vlakova, srušeno 350 mostova. Oko 27.000 fašističkih vojnika i časnika, od kojih i tri generala, je izgubilo život ili ranjeno na minama koje su postavili diverzanti. Organizirajući i izvodeći diverzantske akcije, Ivan Hariš je često sam na leđima prenosio eksploziv i sudjelovao u uništenju 150 vlakova i 27 mostova.

### Djelovanje nakon 2. svjetskog rata
Nakon 2. svjetskog rata , završio je Partijsku školu i Visoku vojnu akademiju JNA. U početku je bio zamjenik zapovjednika inženjerije u Generalštabu JNA, a potom zapovjednik u inspekciji Generalštaba za inženjeriju. Na kraju je bio i načelnik uprave inženjerije JNA. Unatoč velikom napredovanju u vojnoj karijeri Ivan Hariš je nastavio svoje djelovanje održavajući mnoge tribine o ratnim operacijama na području Hrvatske i o NOB-u tadašnje FNRJ općenito. Međutim neka od njegovih svjedočenja iz 2. svjetskog rata posebice o svećenicima koji su sakrivali partizane u crkvama bila su oprečna dogmatskoj jugoslavenskoj politici. Zbog takvih i mnogih ostalih stajališta o NOB-u bio je umirovljen s činom general-majora JNA i izoliran.
Nosilac je Partizanske spomenice 1941. i više drugih visokih jugoslavenskih odlikovanja. Ordenom narodnog heroja odlikovan je 25. rujna 1944. godine.

## Djela
O vojnim akcijama diverzantskih jedinica napisao je knjige "Diverzant" i "Dnevnik diverzantskih akcija u Hrvatskoj", nažalost kako je i sam rekao najzanimljivije i najintrigantnije pojedinosti nikada nisu zapisane u knjigama.